# Порой
Поро́й (болг. Порой) — село в Бургаській області Болгарії. Входить до складу громади Поморіє.

## Населення
За даними перепису населення 2011 року у селі проживали 905 осіб.
Національний склад населення села:
| Національність   | Кількість осіб | Відсоток |
| ---------------- | -------------- | -------- |
| турки            | 430            | 50,5%    |
| болгари          | 303            | 35,6%    |
| цигани           | 113            | 13,3%    |
| Всього відповіли | 852            |          |

Розподіл населення за віком у 2011 році:
Динаміка населення: